# 尼亞溫科查湖 (坎柴略區)
11°52′03″S 75°53′04″W / 11.86750°S 75.88444°W
尼亞溫科查湖（Ñawinqucha），是秘魯的湖泊，位於該國中部胡寧大區，由豪哈省的坎柴略區負責管轄，處於帕里亞卡卡山脈東北部，屬於曼塔羅河流域的一部分，1995年該湖東端興建高4米的水壩。